# 向錦
向錦（1470年—？），字中美，號竹坡，浙江宁波府慈溪县人，民籍，明朝政治人物。

## 生平
弘治八年（1495年）乙卯科浙江鄉試第十九名舉人。弘治十二年（1499年）中式己未科會試第一百二名，三甲第六十七名進士。除东流知县，以循良荐，擢凤阳府同知。发生饥荒，侍郎王琼奉命赈荒，只有当地人能得到食物，很多流民饿死。向锦向王琼请示，按人口计算，给食数万人，无一人喧哗。王琼特别上疏举荐，升迁南京礼部，出为廉州府知府。安南黎氏胁迫居民百馀人越界驻屯廉州、钦州，明政府认为是盗贼，皆论死。锦以土人越界，罪止为首之人，其余宜遣还，但被御史弹劾，正德十五年（1520年）六月考察以才力不及罢职。著有《寓亷集》、《左氏咏》、《和梅百咏》、《竹坡稿》。
嘉靖元年，慈溪县夹田桥西忽然涨起一洲，明浄圆起，太守向锦曰：「沙洲涨夹田，慈溪出状元」。眀年癸未，邑人姚涞，状元及第。

## 家族
曾祖向諴；祖向秉弘；父向坰。母馮氏，继母陈氏。具庆下。弟镇、鏐。